# Roman Czernecki

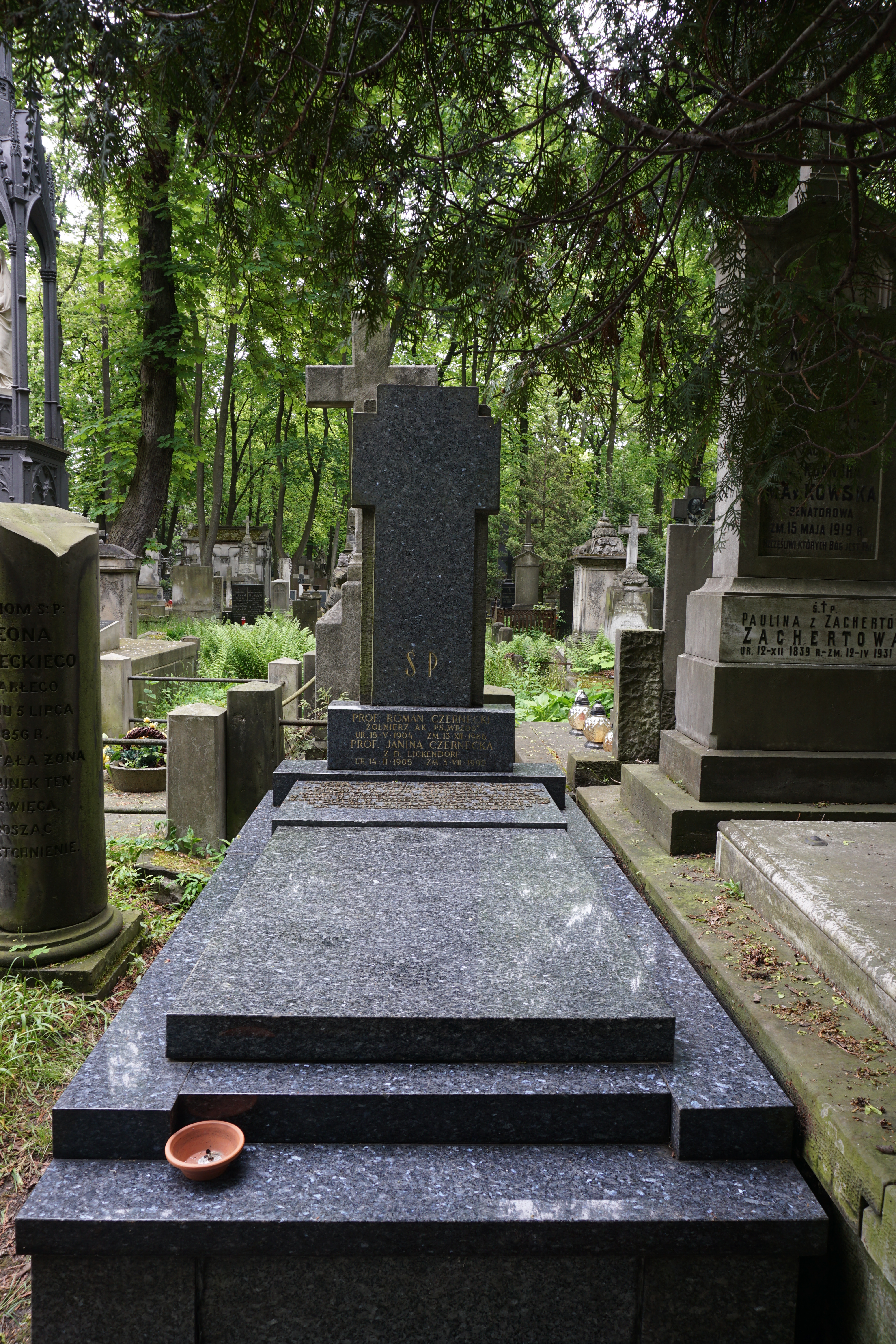
Grób Romana Czerneckiego na cmentarzu Powązkowskim

Roman Czernecki, właśc. Bazyli Roman Czernecki (ur. 14 maja 1904 w Sielcu Bełzkim, zm. 13 grudnia 1986 w Warszawie) – polski pedagog, nauczyciel, organizator tajnego nauczania na Kielecczyźnie podczas II wojny światowej, założyciel i pierwszy dyrektor powojennej szkoły średniej w Szczekocinach, szef kuratorium w Zielonej Górze, prorektor Państwowej Wyższej Szkoły Pedagogicznej w Gdańsku, w latach 1974–1980 wykładowca historii filozofii na Politechnice Warszawskiej.

## Nauczanie przed wojną
Urodził się 14 maja 1904 w Sielcu Bełzkim jako Bazyli Roman Czernecki. Wychowywał się w rodzinie wyznania greckokatolickiego. Kształcił się w Państwowym Gimnazjum w Sokalu, gdzie w 1923 zdał egzamin dojrzałości (wówczas w niższych klasach tej szkoły uczyli się także Stefania i Aleksander Czerneccy). Ukończył filozofię i filologię polską na Uniwersytecie Jana Kazimierza we Lwowie. Po egzaminie dyplomowym został asystentem profesora Wilhelma Bruchnalskiego, kierownika Katedry Historii Literatury Polskiej. W 1926 roku podjął pracę nauczyciela języka polskiego w Liceum im. Tadeusza Czackiego w Krzemieńcu. Dla Romana Czerneckiego był to okres nabywania pierwszych pedagogicznych doświadczeń. Interesowała go metodologia nauczania, a także bezpośredni kontakt z młodymi ludźmi z różnych środowisk oraz praca społeczna, w którą angażował swych uczniów. Pracę nauczyciela Roman Czernecki kontynuował w Gimnazjum Towarzystwa Naftowego w Borysławiu, w Częstochowie, a następnie - od 1933 roku - w Męskim Gimnazjum im. J. Śniadeckiego w Kielcach, gdzie pozostał z żoną do roku 1939. Krótko przed wybuchem II wojny światowej otrzymał propozycję objęcia stanowiska dyrektora Państwowego Gimnazjum i Liceum w Kętach.

## Tajne nauczanie podczas okupacji
Wojna zastała Romana Czerneckiego w Kielcach. W wyniku akcji AB groziło mu aresztowanie przez gestapo. Wraz z rodziną znalazł schronienie w majątku Słupia Jędrzejowska. To tam Roman Czernecki założył tajne gimnazjum i liceum oraz został dyrektorem obu placówek. Z początku szkoła liczyła 16 uczniów. Z czasem grono nauczycielskie poszerzyło siatkę konspiracyjnego nauczania i zaczęło prowadzić zajęcia dla dzieci chłopskich z okolicznych wsi. Nad funkcjonowaniem placówki czuwała - powołana na podstawie zarządzenia Tajnej Organizacji Nauczycielskiej - konspiracyjna Powiatowa Komisja Oświaty i Kultury we Włoszczowie. W roku szkolnym 1942/1943 w tajnym gimnazjum uczyło się już 327 uczniów, z których około 90% stanowiły dzieci chłopskie. W 1943 roku udało się także otworzyć w Słupi filię Uniwersytetu Jagiellońskiego z pięcioma grupami kierunkowymi: lekarską, filozoficzną, polonistyczną, rolniczą oraz ekonomiczno-prawniczą. Podczas wojny siatką tajnego nauczania kierowaną przez Romana Czerneckiego zostało objętych około 938 uczniów, z których 98 złożyło egzamin dojrzałości. Na kursach uniwersyteckich studiowało natomiast 49 młodych ludzi. Przez cały czas trwania okupacji Roman Czernecki, sam będąc członkiem ZWZ, a potem AK (pseudonim „Wrzos”), pozostawał w ścisłym kontakcie z dowódcami okolicznych oddziałów Armii Krajowej, Batalionów Chłopskich i Armii Ludowej, które zapewniały ochronę uczestnikom tajnych kompletów. Dzięki działaniom wywiadowczym udało się uniknąć dekonspiracji i w ten sposób jeden z największych systemów tajnego nauczania na polskiej wsi przetrwał do roku 1945.

## Działalność pedagogiczna w PRL-u
Po II wojnie światowej Roman Czernecki kontynuował działalność pedagogiczną. Już w 1945 roku rozpoczął realizację imponującego projektu zorganizowania pierwszej bezpłatnej szkoły chłopskiej wraz z internatem w zniszczonym pałacu w Szczekocinach. Zakłady Naukowe – funkcjonujące dziś pod nazwą Zespołu Szkół w Szczekocinach – stanowiły projekt nowoczesnej szkoły na wsi jako ważnego ośrodka edukacyjnego i kulturalnego zapewniającego młodzieży wysoki poziom kształcenia i zarazem możliwość twórczego kształtowania własnej okolicy.
Z biegiem czasu pracę w Szczekocinach zaczęły utrudniać Czerneckiemu podejrzenia Urzędu Bezpieczeństwa. Zrezygnował on więc ze stanowiska dyrektora i w 1950 roku objął stanowisko kuratora okręgu szkolnego w Zielonej Górze. W 1952 roku Czernecki otrzymał od Ministra Oświaty tytuł docenta kontraktowego i stanowisko prorektora Państwowej Wyższej Szkoły Pedagogicznej w Gdańsku. Kolejnym przystankiem Czerneckiego była Warszawa, gdzie otrzymał on stanowisko dyrektora Studium Nauczycielskiego dla Pracujących. Po trzech latach rozpoczął również pracę dyrektora w Centralnej Dyrekcji Kursów. W latach 1974–1980 prowadził wykłady z historii filozofii na Politechnice Warszawskiej. W stolicy pozostał do śmierci.

## Rodzina
Żoną Romana Czerneckiego była Janina z domu Lickendorf (1905–1990), nauczycielka języka niemieckiego. Mieli dwójkę dzieci, Irenę i Andrzeja Czerneckich. Upamiętniając postać swojego ojca, Andrzej Czernecki w 2009 roku powołał do życia Edukacyjną Fundację im. prof. Romana Czerneckiego. Jego dzieło kontynuują Andrzej i Igor Czerneccy, wnukowie Romana Czerneckiego, patrona Fundacji.

## Upamiętnienie
Profesor Roman Czernecki został pochowany na cmentarzu Powązkowskim w Warszawie (kwatera 22-4-9). W latach 2004–2018 był patronem Gimnazjum Publicznego w Słupi Jędrzejowskiej, a od 2018 roku patronuje Liceum Ogólnokształcącemu i Branżowej Szkole I Stopnia w Szczekocinach. Jest też patronem Fundacji EFC. Jego imię nosi także nagroda przyznawana przez Fundację publicystom i naukowcom piszącym o edukacji.